# Ballspielverein Borussia 09 Dortmund 1966-1967
Questa voce raccoglie le informazioni riguardanti il Ballspielverein Borussia 09 Dortmund nelle competizioni ufficiali della stagione 1966-1967.

## Stagione
Nella stagione 1966-1967 il Borussia Dortmund, allenato da Heinz Murach, concluse il campionato di Bundesliga al 3º posto. In Coppa di Germania il Borussia Dortmund fu eliminato al primo turno dal Colonia. In Coppa delle coppe il Borussia Dortmund fu eliminato al secondo turno dal Rangers.

## Rosa
| N. |                     | Ruolo | Calciatore       |
| -- | ------------------- | ----- | ---------------- |
|    | Germania (bandiera) | P     | Hans Tilkowski   |
|    | Germania (bandiera) | P     | Bernhard Wessel  |
|    | Germania (bandiera) | D     | Rudi Assauer     |
|    | Germania (bandiera) | D     | Gerd Cyliax      |
|    | Germania (bandiera) | D     | Lothar Geisler   |
|    | Germania (bandiera) | D     | Friedhelm Groppe |
|    | Germania (bandiera) | D     | Udo Ockmann      |
|    | Germania (bandiera) | D     | Wolfgang Paul    |
|    | Germania (bandiera) | D     | Gerd Peehs       |
|    | Germania (bandiera) | D     | Manfred Pfeiffer |
|    | Germania (bandiera) | D     | Theodor Redder   |

| N. |                     | Ruolo | Calciatore          |
| -- | ------------------- | ----- | ------------------- |
|    | Germania (bandiera) | C     | Hoppy Kurrat        |
|    | Germania (bandiera) | C     | Aki Schmidt         |
|    | Germania (bandiera) | C     | Wilhelm Sturm       |
|    | Germania (bandiera) | C     | Horst Trimhold      |
|    | Germania (bandiera) | C     | Jürgen Weber        |
|    | Germania (bandiera) | A     | Lothar Emmerich     |
|    | Germania (bandiera) | A     | Sigfried Held       |
|    | Germania (bandiera) | A     | Stan Libuda         |
|    | Germania (bandiera) | A     | Willibald Mikulasch |
|    | Germania (bandiera) | A     | Willi Neuberger     |
|    | Germania (bandiera) | A     | Reinhold Wosab      |

## Organigramma societario
Area tecnica
- Allenatore: Heinz Murach
- Allenatore in seconda:
- Preparatore dei portieri:
- Preparatori atletici:

## Calciomercato

### Sessione estiva
| Acquisti | Acquisti            | Acquisti              | Acquisti |
| R.       | Nome                | da                    | Modalità |
| -------- | ------------------- | --------------------- | -------- |
| A        | Willibald Mikulasch | ESV Ingolstadt        |          |
| D        | Gerd Peehs          | Borussia Neunkirchen  |          |
| C        | Horst Trimhold      | Eintracht Francoforte |          |

| Cessioni | Cessioni           | Cessioni    | Cessioni |
| R.       | Nome               | a           | Modalità |
| -------- | ------------------ | ----------- | -------- |
| C        | Hermann Straschitz | Hannover 96 |          |

## Risultati

### Bundesliga

#### Girone di andata
| Arbitro: | Eschweiler |

|          |           |                      |
| Held 72’ | Marcatori | 63’ Schult 89’ Meyer |

| Arbitro: | Wengenmayer |

|                              |           |  |
| Siemensmeyer 48’ Poulsen 49’ | Marcatori |  |

| Arbitro: | Redelfs |

|                                 |           |            |
| Schmidt 28’ Emmerich 54’ (rig.) | Marcatori | 16’ Müller |

| Arbitro: | Radermacher |

|                                    |           |  |
| Laumen 7’, 32’ Elfert 48’ Rupp 70’ | Marcatori |  |

| Dortmund 17 settembre 1966, ore 16:00 CET 5ª giornata | Borussia Dortmund | 0 – 0 referto | Rot-Weiss Essen | Stadio Rote Erde (32 000 spett.)\| Arbitro: \| Sturm \| |
| Arbitro:                                              | Sturm             |               |                 |                                                         |

| Arbitro: | Fritz |

|                        |           |  |
| Brungs 42’ Volkert 48’ | Marcatori |  |

| Arbitro: | Handwerker |

|                          |           |  |
| Emmerich 45’ (rig.), 60’ | Marcatori |  |

| Arbitro: | Spinnler |

|                  |           |                       |
| Brunnenmeier 38’ | Marcatori | 75’ Emmerich 80’ Held |

| Arbitro: | Kreitlein |

|                                                |           |                |
| Wosab 13’, 62’ Held 26’ Emmerich 54’, 71’, 76’ | Marcatori | 63’ Jendrossek |

| Arbitro: | Heumann |

|                         |           |             |
| Ulsaß 68’, 76’ Maas 72’ | Marcatori | 86’ Assauer |

| Arbitro: | Schulenburg |

|           |           |             |
| Wosab 23’ | Marcatori | 86’ Larsson |

| Arbitro: | Niemeyer |

|                   |           |                                                  |
| Nolden 68’ (rig.) | Marcatori | 4’ Wosab 26’, 48’ Emmerich 35’ Held 50’ Trimhold |

| Arbitro: | Hennig |

|                                                                    |           |                         |
| Emmerich 15’ (rig.), 21’, 27’ Rausch 25’ (aut.) Wosab 46’ Held 71’ | Marcatori | 50’ Neuser 78’ Bechmann |

| Arbitro: | Schreiner |

|               |           |              |
| Kentschke 48’ | Marcatori | 21’ Emmerich |

| Arbitro: | Wengenmayer |

|                 |           |                     |
| Paul 76’ (aut.) | Marcatori | 12’ (rig.) Emmerich |

| Arbitro: | Ohmsen |

|                                |           |          |
| Held 7’ Emmerich 40’ Peehs 65’ | Marcatori | 61’ Lotz |

| Arbitro: | Deuschel |

|            |           |  |
| Müller 64’ | Marcatori |  |

#### Girone di ritorno
| Arbitro: | Kreitlein |

|  |           |                                                      |
|  | Marcatori | 30’, 48’ Neuberger 47’ Emmerich 79’ Wosab 89’ Kurrat |

| Arbitro: | Riegg |

|                                    |           |  |
| Emmerich 45’ Schmidt 74’ Wosab 77’ | Marcatori |  |

| Arbitro: | Seekamp |

|                            |           |  |
| Müller 71’ Wild 89’ (rig.) | Marcatori |  |

| Arbitro: | Tschenscher |

|                                 |           |                     |
| Wosab 15’ Emmerich 38’ Held 73’ | Marcatori | 12’ Netzer 42’ Rupp |

| Arbitro: | Herden |

|             |           |           |
| Lippens 75’ | Marcatori | 29’ Wosab |

| Arbitro: | Regely |

|  |           |           |
|  | Marcatori | 5’ Strehl |

| Arbitro: | Wengenmayer |

|                 |           |           |
| Schütz 63’, 85’ | Marcatori | 22’ Wosab |

| Arbitro: | Ohmsen |

|               |           |            |
| Mikulasch 18’ | Marcatori | 64’ Bründl |

| Arbitro: | Riegg |

|          |           |           |
| Löhr 27’ | Marcatori | 33’ Peehs |

| Dortmund 1º aprile 1967, ore 16:00 CET 27ª giornata | Borussia Dortmund | 0 – 0 referto | Eintracht Braunschweig | Stadio Rote Erde (26 000 spett.)\| Arbitro: \| Kreitlein \| |
| Arbitro:                                            | Kreitlein         |               |                        |                                                             |

| Arbitro: | Biwersi |

|             |           |  |
| Sieloff 69’ | Marcatori |  |

| Arbitro: | Schulz |

|                                               |           |          |
| Libuda 1’ Held 42’ Emmerich 50’ Neuberger 51’ | Marcatori | 8’ Gecks |

| Arbitro: | Voß |

|           |           |                                                   |
| Kraus 64’ | Marcatori | 43’ Emmerich 51’ Weber 52’ (rig.) Paul 88’ Libuda |

| Arbitro: | Reil |

|                   |           |            |
| Emmerich 55’, 87’ | Marcatori | 54’ Braner |

| Arbitro: | Schreiner |

|                                                                       |           |  |
| Emmerich 18’, 82’ Paul 34’ (rig.) Peehs 38’ Wosab 42’, 55’ Cyliax 85’ | Marcatori |  |

| Arbitro: | Fritz |

|                                     |           |                             |
| Bechtold 28’ Grabowski 65’ Lotz 90’ | Marcatori | 46’ Wosab 50’, 68’ Emmerich |

| Arbitro: | Basedow |

|                                  |           |  |
| Emmerich 15’, 88’ Wosab 35’, 75’ | Marcatori |  |

### Coppa di Germania
| Arbitro: | Regely |

|                   |           |                       |
| Emmerich 82’, 90’ | Marcatori | 72’ Overath 75’ Flohe |

| Arbitro: | Siebert |

|                |           |  |
| Jendrossek 83’ | Marcatori |  |

### Coppa delle Coppe
| Arbitro: | Izco |

|                        |           |              |
| Johansen 12’ Smith 75’ | Marcatori | 31’ Trimhold |

| Dortmund 6 dicembre 1966, ore CET Secondo turno | Borussia Dortmund | 0 – 0 referto | Rangers | Stadio Rote Erde (36 486 spett.)\| Arbitro: \| Rumentchev \| |
| Arbitro:                                        | Rumentchev        |               |         |                                                              |

## Statistiche

### Statistiche di squadra
| Competizione      | Punti | In casa | In casa | In casa | In casa | In casa | In casa | In trasferta | In trasferta | In trasferta | In trasferta | In trasferta | In trasferta | Totale | Totale | Totale | Totale | Totale | Totale | DR  |
| Competizione      | Punti | G       | V       | N       | P       | Gf      | Gs      | G            | V            | N            | P            | Gf           | Gs           | G      | V      | N      | P      | Gf     | Gs     | DR  |
| ----------------- | ----- | ------- | ------- | ------- | ------- | ------- | ------- | ------------ | ------------ | ------------ | ------------ | ------------ | ------------ | ------ | ------ | ------ | ------ | ------ | ------ | --- |
| Bundesliga        | 39    | 17      | 11      | 4       | 2       | 45      | 14      | 17           | 4            | 5            | 8            | 25           | 27           | 34     | 15     | 9      | 10     | 70     | 41     | +29 |
| Coppa di Germania | -     | 1       | 0       | 1       | 0       | 2       | 2       | 1            | 0            | 0            | 1            | 0            | 1            | 2      | 0      | 1      | 1      | 2      | 3      | -1  |
| Coppa delle coppe | -     | 1       | 0       | 1       | 0       | 0       | 0       | 1            | 0            | 0            | 1            | 1            | 2            | 2      | 0      | 1      | 1      | 1      | 2      | -1  |
| Totale            | 39    | 19      | 11      | 6       | 2       | 47      | 16      | 19           | 4            | 5            | 10           | 26           | 30           | 38     | 15     | 11     | 12     | 73     | 46     | +27 |

### Andamento in campionato
| Giornata  | 1  | 2  | 3  | 4  | 5  | 6  | 7  | 8  | 9 | 10 | 11 | 12 | 13 | 14 | 15 | 16 | 17 | 18 | 19 | 20 | 21 | 22 | 23 | 24 | 25 | 26 | 27 | 28 | 29 | 30 | 31 | 32 | 33 | 34 |
| --------- | -- | -- | -- | -- | -- | -- | -- | -- | - | -- | -- | -- | -- | -- | -- | -- | -- | -- | -- | -- | -- | -- | -- | -- | -- | -- | -- | -- | -- | -- | -- | -- | -- | -- |
| Luogo     | C  | T  | C  | T  | C  | T  | C  | T  | C | T  | C  | T  | C  | T  | T  | C  | T  | T  | C  | T  | C  | T  | C  | T  | C  | T  | C  | T  | C  | T  | C  | C  | T  | C  |
| Risultato | P  | P  | V  | P  | N  | P  | V  | V  | V | P  | N  | V  | V  | N  | N  | V  | P  | V  | V  | P  | V  | N  | P  | P  | N  | N  | N  | P  | V  | V  | V  | V  | N  | V  |
| Posizione | 11 | 17 | 13 | 17 | 16 | 17 | 16 | 14 | 8 | 11 | 11 | 9  | 6  | 6  | 6  | 5  | 7  | 6  | 4  | 6  | 4  | 3  | 6  | 8  | 7  | 8  | 8  | 9  | 9  | 7  | 5  | 4  | 4  | 3  |

Legenda:

Luogo: C = Casa; T = Trasferta. Risultato: V = Vittoria; N = Pareggio; P = Sconfitta.

### Statistiche dei giocatori
| Giocatore    | Bundesliga | Bundesliga | Bundesliga  | Bundesliga | Coppa di Germania | Coppa di Germania | Coppa di Germania | Coppa di Germania | Coppa delle coppe | Coppa delle coppe | Coppa delle coppe | Coppa delle coppe | Totale   | Totale | Totale      | Totale     |
| Giocatore    | Presenze   | Reti       | Ammonizioni | Espulsioni | Presenze          | Reti              | Ammonizioni       | Espulsioni        | Presenze          | Reti              | Ammonizioni       | Espulsioni        | Presenze | Reti   | Ammonizioni | Espulsioni |
| ------------ | ---------- | ---------- | ----------- | ---------- | ----------------- | ----------------- | ----------------- | ----------------- | ----------------- | ----------------- | ----------------- | ----------------- | -------- | ------ | ----------- | ---------- |
| R. Assauer   | 23         | 1          | 0           | 0          | 0                 | 0                 | 0                 | 0                 | 2                 | 0                 | 0                 | 0                 | 25       | 1      | 0           | 0          |
| G. Cyliax    | 29         | 1          | 0           | 0          | 0                 | 0                 | 0                 | 0                 | 2                 | 0                 | 0                 | 0                 | 31       | 1      | 0           | 0          |
| L. Emmerich  | 34         | 28         | 0           | 0          | 2                 | 2                 | 0                 | 0                 | 2                 | 0                 | 0                 | 0                 | 38       | 30     | 0           | 0          |
| L. Geisler   | 1          | 0          | 0           | 0          | 0                 | 0                 | 0                 | 0                 | 0                 | 0                 | 0                 | 0                 | 1        | 0      | 0           | 0          |
| F. Groppe    | 10         | 0          | 0           | 0          | 2                 | 0                 | 0                 | 0                 | 0                 | 0                 | 0                 | 0                 | 12       | 0      | 0           | 0          |
| S. Held      | 29         | 8          | 0           | 0          | 2                 | 0                 | 0                 | 0                 | 2                 | 0                 | 0                 | 0                 | 33       | 8      | 0           | 0          |
| H. Kurrat    | 34         | 1          | 0           | 0          | 2                 | 0                 | 0                 | 0                 | 2                 | 0                 | 0                 | 0                 | 38       | 1      | 0           | 0          |
| S. Libuda    | 22         | 2          | 0           | 1          | 0                 | 0                 | 0                 | 0                 | 1                 | 0                 | 0                 | 0                 | 23       | 2      | 0           | 1          |
| W. Mikulasch | 2          | 1          | 0           | 0          | 1                 | 0                 | 0                 | 0                 | 0                 | 0                 | 0                 | 0                 | 3        | 1      | 0           | 0          |
| W. Neuberger | 26         | 3          | 0           | 0          | 2                 | 0                 | 0                 | 0                 | 1                 | 0                 | 0                 | 0                 | 29       | 3      | 0           | 0          |
| U. Ockmann   | 0          | 0          | 0           | 0          | 0                 | 0                 | 0                 | 0                 | 0                 | 0                 | 0                 | 0                 | 0        | 0      | 0           | 0          |
| W. Paul      | 31         | 2          | 0           | 0          | 2                 | 0                 | 0                 | 0                 | 2                 | 0                 | 0                 | 0                 | 35       | 2      | 0           | 0          |
| G. Peehs     | 32         | 3          | 0           | 0          | 2                 | 0                 | 0                 | 0                 | 2                 | 0                 | 0                 | 0                 | 36       | 3      | 0           | 0          |
| M. Pfeiffer  | 0          | 0          | 0           | 0          | 0                 | 0                 | 0                 | 0                 | 0                 | 0                 | 0                 | 0                 | 0        | 0      | 0           | 0          |
| T. Redder    | 0          | 0          | 0           | 0          | 0                 | 0                 | 0                 | 0                 | 0                 | 0                 | 0                 | 0                 | 0        | 0      | 0           | 0          |
| A. Schmidt   | 6          | 2          | 0           | 0          | 1                 | 0                 | 0                 | 0                 | 0                 | 0                 | 0                 | 0                 | 7        | 2      | 0           | 0          |
| W. Sturm     | 23         | 0          | 0           | 1          | 2                 | 0                 | 0                 | 0                 | 1                 | 0                 | 0                 | 0                 | 26       | 0      | 0           | 1          |
| H. Tilkowski | 9          | 0          | 0           | 0          | 0                 | 0                 | 0                 | 0                 | 0                 | 0                 | 0                 | 0                 | 9        | 0      | 0           | 0          |
| H. Trimhold  | 9          | 1          | 0           | 0          | 0                 | 0                 | 0                 | 0                 | 2                 | 1                 | 0                 | 0                 | 11       | 2      | 0           | 0          |
| J. Weber     | 4          | 1          | 0           | 0          | 0                 | 0                 | 0                 | 0                 | 0                 | 0                 | 0                 | 0                 | 4        | 1      | 0           | 0          |
| B. Wessel    | 25         | 0          | 0           | 0          | 2                 | 0                 | 0                 | 0                 | 2                 | 0                 | 0                 | 0                 | 29       | 0      | 0           | 0          |
| R. Wosab     | 25         | 15         | 0           | 0          | 2                 | 0                 | 0                 | 0                 | 1                 | 0                 | 0                 | 0                 | 28       | 15     | 0           | 0          |